# كأس لانسلوت
كأس لانسلوت (بالإنجليزية:Lancelot-Grail؛ بالفرنسية: Lancelot-Graal)، المعروفة أيضًا باسم فولجيت (Vulgate cycle)، وهي سلسلة أدبية آرثرية تعود إلى أوائل القرن الثالث عشر وتتألف من حلقات نثر مترابطة من نوع روايات الفروسية الرومانسية باللغة الفرنسية القديمة. تقدم السلسلة نفسها على أنها تسجيل أحداث فعلية، وتعيد سرد أسطورة الملك آرثر من خلال التركيز على علاقة الحب بين لانسلوت وغوينيفير بالإضافة إلى البحث عن الكأس المقدسة، السلسلة وسعت في في أعمال روبرت دي بورون وكريتيان دي تروا. بعد اكتمالها في حوالي 1230-1235، تُبِعَت ب سلسلة ما بعد فولجيت، التي هي إعادة كتابة للعمل الأصلي «كأس لانسلوت». شكلت السلسلتان معًا الشكل الأكثر انتشارًا لأدب أسطورة آرثر حينذاك، ساهمت هذه السلاسل لاحقًا في التجميع الإنجليزي اللاحق لموت آرثر الذي شكل الأساس لأدب الأساطير الحديث.

## التكوين والتأليف
تركز سلسلة فولجيت على الموضوعات المسيحية في تراث الملك آرثر، ولا سيما من خلال توسيع نطاق البحث عن الكأس المقدسة. مثل قصيدة روبرت دي بورون الأصلية ميرلين (1195-1210)، تدعي أنها مشتقة من كتاب بعنوان (Livre dou Graal) الذي يفترض أن مرلين أملاه إلى كاتبه بليز (بالفرنسية: Blaise). يُنسب العمل على إنه للكاتب الويلزي غوتييه ماب Gautier (Walter) Map (حوالي 1140-1209، كما يتضح من الملاحظات والرسوم التوضيحية في بعض المخطوطات التي تصف اكتشافه المفترض لأرشيف تاريخ كاميلوت (الذي يُفترض أنه رواه شهود عيان) في سالزبوري وترجمته لهذه الوثائق من اللاتينية إلى الفرنسية القديمة كما أمر هنري الثاني ملك إنجلترا. تم استبعاد إدعاء ماب، حيث توفي مبكرًا جدًا ليكون المؤلف. كما أنه من غير المؤكد ما إذا كان القراء المعاصرون في العصور الوسطى يؤمنون بالفعل بمصداقية وصف «الوقائع»، أم أنهم أدركوا أنه عمل من أعمال الخيال الإبداعي.
المؤلف الفعلي للسلسلة غير معروف، لكن يعتقد معظم العلماء اليوم أنه كتب بواسطة مؤلفين متعددين. ربما كان هناك عقل مخطط رئيسي واحد، ما يسمى بـ "architect"، ويعتقد أن جان فرابير كتب القسم الرئيسي (لانسلوت بروبر Lancelot Proper)، ثم أشرف على العمل العديد من الكتبة المجهولين الآخرين. تفترض إحدى النظريات أن البادئ هو الملكة الفرنسية إليانور آكيتاين التي كانت قد أقامت المشروع بالفعل في عام 1194. قد يكون كل جزء قد تم تكوينه بشكل منفصل، وترتيبه تدريجيًا، وإعادة كتابته من أجل الاتساق والتماسك. وفيما يتعلق بسؤال كاتب كتاب لانسلوت، اقترح فرديناند لوط وجود كاتب محكمة كاتب مجهول من خلفية أرستقراطية.
يعتقد البعض اليوم (مثل محرري موسوعة بريتانيكا  أن مجموعة من الرهبان الكاثوليك المجهولين كتبوا الدورة، أو على الأقل جزء البحث عن الكأس (حيث، وفقًا لفاني بوغدانوف، كان الهدف الرئيسي للنص هو إقناع المذنبون بالتوبة ). يشكك آخرون في ذلك، ومع ذلك، فإن نظرية التسوية تفترض وجود كاتب أكثر علمانية قضى بعض الوقت في دير سيسترسي. وصف ريتشارد باربر اللاهوت السيسترسي الخاص بمهمة البحث عن الكأس بأنه غير تقليدي ومعقد ولكنه دقيق، مشيرًا إلى نجاحه في جذب جمهور البلاط الذي اعتاد على المزيد من الرومانسية العلمانية.